# Arsenij Vasiljevič Vorožejkin
Arsenij Vasiljevič Vorožejkin (rusko Ворожейкин Арсений Васильевич), sovjetski častnik, vojaški pilot, letalski as, pisatelj in heroj Sovjetske zveze, * 28. oktober 1912, Nižjegorodska gubernija, Ruski imperij, † 2001, Moskva, Rusija.
Vorožejkin je v svoji vojaški službi dosegel 52 samostojnih zračnih zmag (po nekaterih podatkih 46+13).

## Življenjepis
Leta 1937 je končal Harkovsko vojnoletalsko šolo.
Med sovjetsko-japonsko mejno vojno leta 1939 je bil pripadnik 22. lovskega letalskega polka, kjer je dosegel 6 samostojnih zračnih zmag (po nekaterih podatkih 6+13).
Sodeloval je tudi v zimski vojni.
Med drugo svetovno vojno je bil sprva pripadnik 728. lovskega letalskega polka, junija 1944 pa je bil premeščen k 32. lovskemu letalskemu polka. Nato pa je bil imenovan za glavnega inšpektorja letalca Glavnega poveljstva frontnega letalstva.
V svoji karieri je opravil več kot 400 bojnih poletov; letel je z I-16, Jak-7B in Jak-9T.

## Odlikovanja
- heroj Sovjetske zveze (4. februar 1944[2] in 19. avgust 1944)
- red Lenina
- red rdeče zastave (4x)
- red Suvorova 3. stopnje
- red Aleksandra Nevskega
- red domovinske vojne 1. stopnje
- red rdeče zvezde (2x)

## Dela
- Lovci,
- Nad dolgim Kurskom,
- Rossvět nad Kievom,
- Pod nami Berlin,
- Delovno letalstvo,
- Vojaki neba,
- Poslednji napad,
- Nebo lovcev.